# Öxnadalur
Öxnadalur är en dal i republiken Island.   Den ligger i regionen Norðurland eystra, i den centrala delen av landet, 220 km nordost om huvudstaden Reykjavík.